# Parachi
Le parachi est une langue iranienne parlée dans les vallées de Nijrau et de Tagau, ainsi qu'au Nord de Gulbahar (en), dans le Panjshir en Afghanistan.

## Sources
- (ru) Ефимов, .В.A, Пapaчи язык, dans Языки мира, Иранские языки II. Северо-западные иранские языки, Moscou, Indrik, 1999,  (ISBN 5-85759-099-X)
- (en) Nawata, Tetsuo, Parachi, Asian and African Grammatical Manual N°17, Tokyo, Institute for the Study of Languages and Cultures of Asia and Africa, Tokyo University of Foreign Studies, 1983.